# Асимптотическое разложение
Асимптотическое разложение функции f(x) — формальный функциональный ряд, такой, что сумма произвольного конечного числа членов этого ряда приближает (аппроксимирует) функцию f(x) в окрестности некоторой (возможно, бесконечно удалённой) её предельной точки. Понятие асимптотического разложения функции и асимптотического ряда были введены Анри Пуанкаре при разрешении задач небесной механики. Отдельные случаи асимптотического разложения были открыты и применялись ещё в XVIII в. Асимптотические разложения и ряды играют важную роль в различных задачах математики, механики и физики.

## Определение
Пусть функции {\displaystyle \varphi _{n}} удовлетворяют свойству: {\displaystyle \varphi _{n+1}(x)=o(\varphi _{n}(x))\ (x\rightarrow L)\quad \forall n\in \mathbb {N} } для некоторой предельной точки {\displaystyle L} области определения функции f(x). Последовательность функций {\displaystyle \varphi _{n}}, удовлетворяющая указанным условиям, называется асимптотической последовательностью. Ряд: {\displaystyle \sum _{n=0}^{\infty }a_{n}\varphi _{n}(x)}, для которого выполняются условия :{\displaystyle f(x)-\sum _{n=0}^{N-1}a_{n}\varphi _{n}(x)=O(\varphi _{N}(x))\ (x\rightarrow L)}
или эквивалентно:
{\displaystyle f(x)-\sum _{n=0}^{N-1}a_{n}\varphi _{n}(x)=o(\varphi _{N-1}(x))\ (x\rightarrow L).}
называется асимптотическим разложением функции f (x) или её асимптотическим рядом.
Этот факт отражается:
{\displaystyle f(x)\sim \sum _{n=0}^{\infty }a_{n}\varphi _{n}(x)\ (x\rightarrow L).}
Отличие сходящегося ряда и асимптотического разложения для функции {\displaystyle f(x)} можно проиллюстрировать так: для сходящегося ряда при любом фиксированном {\displaystyle x} ряд сходится в значение {\displaystyle f(x)} при {\displaystyle N\rightarrow \infty }, тогда как при асимптотическом разложении при фиксированном {\displaystyle N} ряд сходится в значение {\displaystyle f(x)} в пределе {\displaystyle x\rightarrow L} ({\displaystyle L} может быть и бесконечным).

### Асимптотическое разложение Эрдейи
Асимптотическое разложение Эрдейи имеет более общее определение. Ряд {\displaystyle \sum _{n=0}^{\infty }a_{n}\varphi _{n}(x)} называется асимптотическим разложением Эрдейи функции f (x), если существует такая асимптотическая последовательность {\displaystyle \psi _{n}}, что
{\displaystyle f(x)-\sum _{n=0}^{N}a_{n}\varphi _{n}(x)=o(\psi _{N}(x))\ (x\rightarrow L).}
Этот факт записывается в следующем виде:
{\displaystyle f(x)\sim \sum _{n=0}^{\infty }a_{n}\varphi _{n}(x)\ (x\rightarrow L)\quad \{\psi _{n}(x)\}.}
Такое обобщённое разложение имеет много общих свойств с обычным асимптотическим разложением, однако теория такого разложения плохо изучена, часто мало полезна для числовых вычислений и редко используется.

## Примеры
- Гамма-функция

{\displaystyle {\frac {e^{x}}{x^{x}{\sqrt {2\pi x}}}}\Gamma (x+1)\sim 1+{\frac {1}{12x}}+{\frac {1}{288x^{2}}}-{\frac {139}{51840x^{3}}}-\cdots \ (x\rightarrow \infty )}
- Интегральная показательная функция

{\displaystyle xe^{x}E_{1}(x)\sim \sum _{n=0}^{\infty }{\frac {(-1)^{n}n!}{x^{n}}}\ (x\rightarrow \infty )}
- Дзета-функция Римана

{\displaystyle \zeta (s)\sim \sum _{n=1}^{N}n^{-s}-{\frac {N^{1-s}}{s-1}}-{\frac {1}{2}}N^{-s}+N^{-s}\sum _{m=1}^{\infty }{\frac {B_{2m}s^{\overline {2m-1}}}{(2m)!N^{2m-1}}}}
где {\displaystyle B_{2m}} — числа Бернулли и {\displaystyle s^{\overline {2m-1}}=s(s+1)(s+2)\cdots (s+2m-2)}. Это разложение справедливо для всех комплексных s.
- Функция ошибок

{\displaystyle {\sqrt {\pi }}xe^{x^{2}}{\rm {erfc}}(x)\sim 1+\sum _{n=1}^{\infty }(-1)^{n}{\frac {(2n)!}{n!(2x)^{2n}}}.}
- Примером асимптотического разложения Эрдейи, которое не является обычным разложением, служит[1]:

{\displaystyle {\frac {\sin(x)}{x}}\sim \sum _{n=0}^{\infty }{\frac {n!e^{-(n+1)x/2n}}{(\log x)^{n}}}\quad (x\rightarrow \infty )\ \{(\log x)^{-n}\}.}